# Mantova Sportiva 1939-1940
Questa pagina raccoglie le informazioni riguardanti il Mantova Sportiva nelle competizioni ufficiali della stagione 1939-1940.

## Stagione
In questo campionato il Mantova si è piazzato al secondo posto della classifica con 42 punti.

## Rosa
| N. |                   | Ruolo | Calciatore         |
| -- | ----------------- | ----- | ------------------ |
|    | Italia (bandiera) | D     | Giovanni Faccioli  |
|    | Italia (bandiera) | A     | Ermanno Frattini   |
|    | Italia (bandiera) | C     | Franco Gasparini   |
|    | Italia (bandiera) | C     | Giancarlo Genesini |
|    | Italia (bandiera) | C     | Faustino Ghirardi  |
|    | Italia (bandiera) | A     | S. Golinelli       |
|    | Italia (bandiera) | C     | Alido Grisanti     |
|    | Italia (bandiera) | D     | Amedeo Grossi      |
|    | Italia (bandiera) | A     | W. Guizzardi       |
|    | Italia (bandiera) | C     | Alfredo Lui        |
|    | Italia (bandiera) | C     | Emilio Mantovani   |

| N. |                   | Ruolo | Calciatore         |
| -- | ----------------- | ----- | ------------------ |
|    | Italia (bandiera) | A     | Walter Mantovani   |
|    | Italia (bandiera) | A     | Giuseppe Marmiroli |
|    | Italia (bandiera) | C     | Pietro Menegazzi   |
|    | Italia (bandiera) | D     | O. Monici          |
|    | Italia (bandiera) | D     | Palmiro Olivieri   |
|    | Italia (bandiera) | C     | Achille Querci     |
|    | Italia (bandiera) | P     | S. Rebecchi        |
|    | Italia (bandiera) | A     | Guerino Silvestri  |
|    | Italia (bandiera) | D     | Aldo Talassi       |
|    | Italia (bandiera) | P     | Ennio Vaini        |

## Risultati

### Serie C

#### Girone di andata
| Arbitro: | Di Pasquale (Varese) |

|            |           |               |
| Rovida 67’ | Marcatori | 52’ Mantovani |

| Milano 1º ottobre 1939 2ª giornata                         | Redaelli  | 1 – 1        | Mantova | Campo Dopolavoro Redaelli |
| \| \| \| \| \| Carelli 44’ \| Marcatori \| 67’ Olivieri \| |           |              |         |                           |
|                                                            |           |              |         |                           |
| Carelli 44’                                                | Marcatori | 67’ Olivieri |         |                           |

| Mantova 8 ottobre 1939 3ª giornata                       | Mantova   | 1 – 1     | Crema | Stadio Settimio Leoni |
| \| \| \| \| \| Frattini 24’ \| Marcatori \| 30’ Marin \| |           |           |       |                       |
|                                                          |           |           |       |                       |
| Frattini 24’                                             | Marcatori | 30’ Marin |       |                       |

| Arbitro: | Ferrari (Vicenza) |

|             |           |                                                                |
| Maestri 86’ | Marcatori | 4’ Mantovani 14’ Grisanti 19’ (rig.) Frattini 66’ E. Mantovani |

| Arbitro: | Rossi (Milano) |

|               |           |  |
| Mantovani 60’ | Marcatori |  |

| Codogno 29 ottobre 1939 6ª giornata                 | Codogno   | 0 – 2             | Mantova | Campo Sportivo del Littorio |
| \| \| \| \| \| \| Marcatori \| 23’, 25’ Grisanti \| |           |                   |         |                             |
|                                                     |           |                   |         |                             |
|                                                     | Marcatori | 23’, 25’ Grisanti |         |                             |

| Arbitro: | Cappelli (Trieste) |

|                                               |           |  |
| Frattini 15’ Gasparini 37’ Mantovani 69’, 87’ | Marcatori |  |

| Arbitro: | Rosso (Casale Monferrato) |

|                  |           |                     |
| Corti 57’ (rig.) | Marcatori | 20’ (rig.) Frattini |

| Arbitro: | Piccinelli (Modena) |

|              |           |                          |
| Frattini 29’ | Marcatori | 36’ Renica I 87’ Colombi |

| Brescia 10 dicembre 1939 10ª giornata | Casalini        | 0 – 0 | Mantova | Stadium di viale Piave\| Arbitro: \| Ghetti (Modena) \| |
| Arbitro:                              | Ghetti (Modena) |       |         |                                                         |

| Arbitro: | Galeati (Bologna) |

|                    |           |  |
| Mantovani 36’, 62’ | Marcatori |  |

| Arbitro: | Rossi (Perugia) |

|                                 |           |  |
| Zennari 71’ (rig.) Barbieri 89’ | Marcatori |  |

| Arbitro: | Agnolin (Bassano del Grappa) |

|              |           |  |
| Grisanti 69’ | Marcatori |  |

| Arbitro: | Rabitti (Genova) |

|                       |           |                     |
| Besutti 69’ Cella 71’ | Marcatori | 80’ (rig.) Frattini |

| Arbitro: | Zambotto (Padova) |

|                                                |           |             |
| Grisanti 7’ Mantovani 34’, 67’ Mari 68’ (aut.) | Marcatori | 81’ Scolari |

#### Girone di ritorno
| Arbitro: | Stecig (Fiume) |

|               |           |               |
| Mantovani 34’ | Marcatori | 42’ Garavelli |

| Arbitro: | Barion (Bologna) |

|                                          |           |                      |
| Mantovani 40’ Frattini 50’ Marmiroli 69’ | Marcatori | 7’, 59’, 66’ Bianchi |

| Arbitro: | Garotta (Milano) |

|                            |           |        |
| Cadregari 67’ Morosini 87’ | Marcatori | 1’ Lui |

| Arbitro: | Marini (Verona) |

|                                      |           |  |
| Frattini 23’, 25’ Mantovani 31’, 75’ | Marcatori |  |

| Arbitro: | Galeati (Bologna) |

|                |           |              |
| Fornasaris 81’ | Marcatori | 35’ Frattini |

| Arbitro: | Marsciani (Modena) |

|                                       |           |  |
| Frattini 2’ Mantovani 7’, 33’ Lui 43’ | Marcatori |  |

| Arbitro: | Pasturenti (Gorizia) |

|           |           |                            |
| Villa 27’ | Marcatori | 14’ Mantovani 38’ Grisanti |

| Mantova 24 marzo 1940 23ª giornata                              | Mantova   | 4 – 0 | Falck | Stadio Settimio Leoni |
| \| \| \| \| \| Frattini 3’, 51’ Lui 72’, 83’ \| Marcatori \| \| |           |       |       |                       |
|                                                                 |           |       |       |                       |
| Frattini 3’, 51’ Lui 72’, 83’                                   | Marcatori |       |       |                       |

| Bergamo 31 marzo 1940 24ª giornata                   | Ardens    | 0 – 2              | Mantova | Campo Ardens |
| \| \| \| \| \| \| Marcatori \| 64’, 82’ Mantovani \| |           |                    |         |              |
|                                                      |           |                    |         |              |
|                                                      | Marcatori | 64’, 82’ Mantovani |         |              |

| Mantova 7 aprile 1940 25ª giornata | Mantova        | 0 – 0 | Casalini | Stadio Settimio Leoni\| Arbitro: \| Motta (Milano) \| |
| Arbitro:                           | Motta (Milano) |       |          |                                                       |

| Arbitro: | Codeluppi (Lodi) |

|  |           |                                     |
|  | Marcatori | 30’ Lui 48’ Marmiroli 73’ Mantovani |

| Arbitro: | Da Broj (Forlì) |

|                                                         |           |  |
| Marmiroli 30’ Lui 60’ Mantovani 71’ (rig.) Frattini 86’ | Marcatori |  |

| Reggio Emilia 12 maggio 1940 28ª giornata | Reggiana           | 0 – 0 | Mantova | Stadio comunale Mirabello\| Arbitro: \| Cossutta (Trieste) \| |
| Arbitro:                                  | Cossutta (Trieste) |       |         |                                                               |

| Arbitro: | Rinaldi (Saronno) |

|                                 |           |                      |
| Frattini 11’ Mantovani 34’, 57’ | Marcatori | 86’ (rig.) Mazzocchi |

| Arbitro: | Rabitti (Genova) |

|  |           |                             |
|  | Marcatori | Frattini 30’ (rig.) Lui 83’ |

## Statistiche

### Statistiche di squadra
| Competizione | Punti | In casa | In casa | In casa | In casa | In casa | In casa | In trasferta | In trasferta | In trasferta | In trasferta | In trasferta | In trasferta | Totale | Totale | Totale | Totale | Totale | Totale | DR  |
| Competizione | Punti | G       | V       | N       | P       | Gf      | Gs      | G            | V            | N            | P            | Gf           | Gs           | G      | V      | N      | P      | Gf     | Gs     | DR  |
| ------------ | ----- | ------- | ------- | ------- | ------- | ------- | ------- | ------------ | ------------ | ------------ | ------------ | ------------ | ------------ | ------ | ------ | ------ | ------ | ------ | ------ | --- |
| Serie C      | ..    | ..      | ..      | .       | .       | ..      | ..      | ..           | .            | .            | .            | ..           | ..           | ..     | ..     | .      | .      | ..     | ..     | +.. |
| Coppa Italia |       | ..      | ..      | .       | .       | ..      | ..      | ..           | .            | .            | .            | ..           | ..           | ..     | ..     | .      | .      | ..     | ..     | +.. |
| Totale       |       | ..      | ..      | .       | .       | ..      | ..      | ..           | .            | .            | .            | ..           | ..           | ..     | ..     | .      | .      | ..     | ..     | +.. |

### Statistiche dei giocatori
| Giocatore  | Serie C  | Serie C | Coppa Italia | Coppa Italia | Totale   | Totale |
| Giocatore  | Presenze | Reti    | Presenze     | Reti         | Presenze | Reti   |
| ---------- | -------- | ------- | ------------ | ------------ | -------- | ------ |
| [[.\|. .]] | 0        | 0       | 0            | 0            | 0        | 0      |
| [[.\|. .]] | 0        | 0       | 0            | 0            | 0        | 0      |
| [[.\|. .]] | 0        | 0       | 0            | 0            | 0        | 0      |
| [[.\|. .]] | 0        | 0       | 0            | 0            | 0        | 0      |